# Miralaidji Corona
Miralaidji Corona est une corona, formation géologique en forme de couronne, située sur la planète Vénus par -14° S et 163,8° E. Elle est localisée dans le quadrangle de Diana Chasma. Elle a été nommée en référence à Miralaidji, déesse aborigène de la fertilité. 

## Géographie et géologie
Miralaidji Corona couvre une surface circulaire d'environ 300 km de diamètre. 